# Villa del Bosco

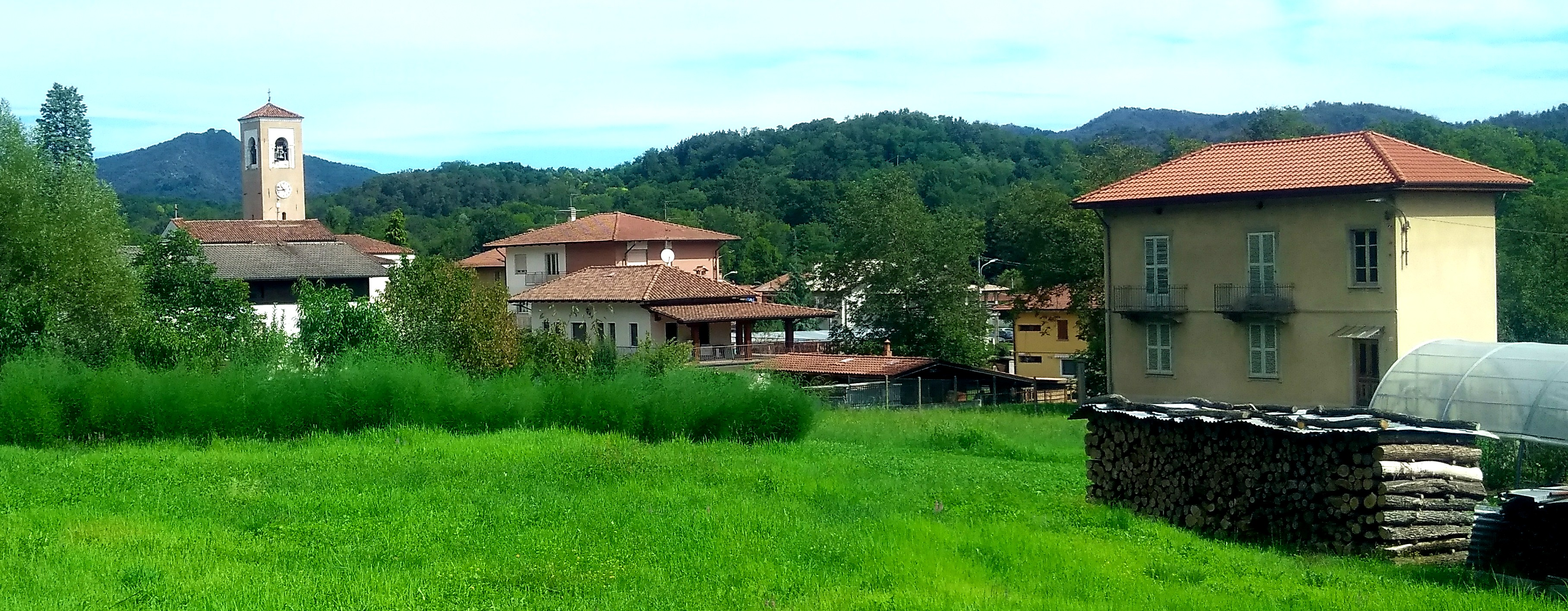
Một số căn nhà ở Villa del Bosco.

Villa del Bosco là một đô thị ở tỉnh Biella vùng Piedmont của nước Ý, có vị trí cách khoảng 80 km về phía đông bắc của of Torino và khoảng 20 km về phía đông bắc của of Biella. Tại thời điểm ngày 31 tháng 12 năm 2004, đô thị này có dân số 380 người và diện tích là 3,7 km².
Villa del Bosco giáp các đô thị: Curino, Lozzolo, Roasio, Sostegno.